# Eric Saade
Eric Saade (29. listopad 1990) je švedski pop pjevač i voditelj dječje emisije. Dvije godine je bio član boy-benda What's Up!, ali ga je napustio u veljači 2009. godine. Eric Saade predstavljao je Švedsku na Pjesmi Eurovizije 2011. u Njemačkoj nakon što je pobijedio u švedskom izboru Melodifestivalen 2011 s pjesmom "Popular". U finalu je završio na trećem mjestu što je najbolji švedski rezultat od 1999.

## Djetinjstvo
Saade je odrastao u Kattarpu kod Helsingborga. Otac mu je Libanonac palestinskog podrijetla, a majka Šveđanka. Rastali su se kad je Saade imao četiri godine. On je drugi od osmero braće i sestara. 
Saade je počeo pisati pjesme s 13 godina. Nogomet mu je bila najvažnija stvar sve dok nije potpisao prvi ugovor s 15 godina.

## What's Up!
2007. godine Saade je sudjelovao u natjecanju za članstvo u novom švedskom boy-bendu. Od stotina prijavljenih, 15 izabranih, među kojima i Saade, prošli su dalje. Saade je uspio te je s još 3 finalista postao član sastava What's Up!.
Ostali izabrani članovi sastava bili su Robin Stjernberg, Luwdig "Ludde" Keijser i Johan Yngvesson. 
Sastav je u proljeće 2008. započeo s turnejom po Švedskoj. Iste godine obradili su soundtrack poznatog Disneyjevog filma Camp Rock na švedskom. Pjesma se zvala "Här är jag". Saade je, također, dao glas liku Shaneu u švedskoj sinkronizaciji filma.
Godine 2008. sastav je objavio svoj album In Pose. Dva tjedna je bio #40 na švedskoj top ljestvici albuma. Objavljena su dva singla, "Go Girl!" koji se u svibnju 2007. pojavio na #5 na švedskoj top ljestvici singlova, te "If I Told You Once" koji je u ožujku 2008. došao do #16.
U veljači 2009. sastav je objavio odlazak Erica Saadea. Zamijenio ga je Johannes Magnusson.

## Televizija
Tijekom ljeta 2009. Saade je vodio My Camp Rock, skandinavsko glazbeno natjecanje napravljeno po uzoru na Disneyjev hit film, Camp Rock. Također je intervjuirao  Zaca Efrona i Vanessu Hudgens.
Bio je član švedskog žirija na Pjesma Eurovizije 2010. Euroviziji 2010. Na finalnoj večeri, 29. svibnja 2010., prezentirao je švedske glasove. Zbog ovog kratkog pojavljivanja bio je Trending Topic na Twitteru.

## Melodifestivalen/Eurosong
U veljači 2011. Saade se po drugi put prijavio na Melodifestivalen (švedski predizbor za Eurosong) po drugi put, nakon što je 2010. završio na trećem mjestu u finalu s pjesmom "Manboy". 2011. je odnio pobjedu s pjesmom "Popular" (tekst: Frederik Kempe, produkcija: Peter Boström). Spot je predstavljen u travnju iste godine.
U svibnju Saade se natjecao u 2. polufinalu Natjecanja za pjesmu Eurovizije 2011. gdje je kao zadnji prozvan u finale. U velikoj konačnici završio je na 3. mjestu, što je najbolji plasman Švedske otkad je Charlotte Perrelli pobijedila 1999. s pjesmom "Take Me To Your Heaven". Ovo je bila treća švedska bronca na Eurosongu. "Popular" se na ljestvicama u Švedskoj pojavio u veljači 2011. gdje je odmah zaposjeo 1. mjesto, a do srpnja se prodao u preko 40.000 primjeraka u Švedskoj što mu je donijelo dvostruki platinum. U travnju se pjesma pojavila i na Finskim top-ljestvicama. Pjesma se pojavila na 3. mjestu stranice popjustice.com na listi od 45 najboljih singlova 2011. 
Tijekom finala Eurosonga 2013. u Malmöu, Švedskoj, Saade je bio jedan od voditelja u green roomu (gdje su (polu)finalisti iščekivali rezultate). 
Saade će sudjelovati na Melodifestivalenu 2015. s pjesmom "Sting" koju predstavlja 7. veljače u prvom od 4 polufinala Melodifestvialena s nadom da će predstavljatu švedsku na Eurosongu 2015. u Beču, Austriji u svibnju.

## Solo karijera
U kolovozu 2009. Saade je potpisao ugovor s Roxy Recordingsom. U prosincu 2009. objavljen je prvi internacionalni singl, "Sleepless" koji je došao do #44 na švedskoj top ljestvici singlova.
Sljedeći singl bio je "Manboy" s kojim se Saade natjecao na Melodifestivalenu 2010. Singl se pojavio na #1 na švedskoj top listi singlova te je označen kao platinast. 
Treći objavljeni singl, "Break of Dawn", dospio je na #45 na ljestvicama.
Eric je objavio svoj prvi studijski album, Masquerade, 19. svibnja 2010. Album se pojavio kao #2 na švedskoj top ljestvici albuma.
Ericov novi album, sa singlovima "Still Loving It" i "Popular", trebao bi izaći između srpnja i rujna 2011.

## Privatni život
Eric je bio u dugogodišnjoj vezi sa švedskom pjevačicom Molly Sandén do siječnja 2012. godine, a koja je 2006. godine predstavljala Švedsku na dječjem Eurosongu. Trenutačno živi u Stockholmu.